# Grammy Awards 1976
La 18ª edizione dei Grammy Awards si è svolta il 28 febbraio 1976 presso l'Hollywood Palladium di Los Angeles, California.

## Vincitori e candidati

### Categorie principali

#### Registrazione dell'anno
- Love Will Keep Us Together - Captain & Tennille; Daryl Dragon (produttore)
- At Seventeen - Janis Ian; Brooks Arthur (produttore)
- Lyin' Eyes - Eagles; Bill Szymczyk (produttore)
- Mandy - Barry Manilow; Ron Dante, Barry Manilow & Clive Davis (produttori)
- Rhinestone Cowboy - Glen Campbell; Dennis Lambert & Brian Potter (produttori)

#### Canzone dell'anno
- Send in the Clowns, scritta da Stephen Sondheim, cantata da Judy Collins
- At Seventeen, scritta e cantata da Janis Ian
- Feelings, scritta e cantata da Morris Albert
- Love Will Keep Us Together, scritta da Neil Sedaka e Howard Greenfield, cantata da Captain & Tennille
- Rhinestone Cowboy, scritta da Larry Weiss, cantata da Glen Campbell

#### Album dell'anno
- Still Crazy After All These Years - Paul Simon
- Between the Lines - Janis Ian
- Captain Fantastic and the Brown Dirt Cowboy - Elton John
- Heart Like a Wheel - Linda Ronstadt
- One of These Nights - Eagles

#### Miglior artista esordiente
- Natalie Cole
- KC and the Sunshine Band
- The Brecker Brothers
- Morris Albert
- Amazing Rhythm Aces

### Pop

#### Miglior interpretazione pop vocale femminile
- Janis Ian - At Seventeen
- Judy Collins - Send in the Clowns
- Olivia Newton-John - Have You Never Been Mellow
- Helen Reddy - Ain't No Way to Treat a Lady
- Linda Ronstadt - Heart Like a Wheel

#### Miglior interpretazione pop vocale maschile
- Paul Simon - Still Crazy After All These Years
- Neil Sedaka - Bad Blood
- Elton John - Captain Fantastic and the Brown Dirt Cowboy
- Morris Albert - Feelings
- Glen Campbell - Rhinestone Cowboy

#### Miglior interpretazione pop vocale di un gruppo/duo
- Lyin' Eyes - The Eagles

### Produzione e ingegneria del suono

#### Produttore dell'anno
- Arif Mardin
- Dennis Lambert e Brian Potter
- Bill Szymczyk
- Peter Asher
- Gus Dudgeon

### R&B

#### Miglior canzone R&B
- Where Is the Love, scritta da Harry Wayne Casey, Willie Clarke, Richard Finch e Betty Wright, eseguita da Betty Wright
- Walking in Rhythm, scritta da Barney Perry, eseguita da The Blackbyrds
- Ease on Down the Road, scritta da Charlie Smalls, eseguita da Consumer Rapport
- Get Down Tonight, scritta da Harry Wayne Casey e Richard Finch, eseguita da KC and the Sunshine Band
- That's the Way (I Like It), scritta da Harry Wayne Casey e Richard Finch, eseguita da KC and the Sunshine Band

### Musica per i media visuali

#### Miglior colonna sonora
- Lo squalo - John Williams